# Francisca Crovetto
Francisca Valeria Crovetto Chadid (Santiago, 27 de abril de 1990) es una deportista chilena especializada en tiro al plato (skeet), considerada la máxima exponente de esta disciplina en su país. Galardonada con el Premio Nacional del Deporte de Chile en 2019, ha representado a Chile en cuatro ediciones consecutivas de los Juegos Olímpicos, obteniendo la medalla de oro en París 2024 -convirtiéndose así en la primera mujer chilena en alcanzar este logro-, además de múltiples preseas en Juegos Suramericanos y Panamericanos.

## Biografía
Oriunda de San Miguel, Crovetto mostró afinidad por el tiro deportivo desde temprana edad. Su primer contacto con la disciplina ocurrió a los 3 años, cuando su padre Juan Francisco la llevó al club donde practicaba. A los cinco años realizó su primer disparo y a los 13 comenzó a entrenar formalmente, principalmente en el club familiar de Calera de Tango y en el Club de Tiro de la Fuerza Aérea de Chile en El Bosque. Entre 2003-2004 exploró tanto sporting clays como skeet olímpico, decantándose finalmente por este último.
Formada en el Princess Anne School de San Miguel, ingresó en 2010 a ingeniería en biotecnología molecular en la Universidad de Chile. Aunque contó con facilidades académicas, suspendió sus estudios en 2011 para dedicarse profesionalmente al deporte.
En 2022 contrajo matrimonio con el ingeniero comercial Juan Enrique Byers.

### Carrera deportiva
Con apenas 17 años debutó en torneos multideportivos, alcanzando el cuarto puesto en los Juegos Panamericanos de 2007 en Río de Janeiro. Su consagración llegó en los Juegos Suramericanos de 2010 (Medellín), donde obtuvo oro con 65/75 aciertos, mismo año en que triunfó en el Panamericano de Río, la Copa Continental Final y el Iberoamericano en Guatemala.
En 2011 logró plata en los Panamericanos de Guadalajara, clasificándose para Londres 2012 donde quedó a un disparo de la final. Como local en los Suramericanos Santiago 2014, obtuvo plata y quedó quinta en el Mundial de Granada.
En 2015 logró bronce en los Panamericanos de Toronto y se clasificó para Río 2016 tras quedar séptima en la Copa del Mundo de Azerbaiyán. Su trayectoria le valió el Premio Nacional del Deporte en 2019.
Fue la primera chilena en clasificar a Tokio 2020, donde fue abanderada nacional. En 2022 estableció récord mundial en Lonato al acertar 125/125 discos. Pese a una fractura en 2023, ganó oro en los Panamericanos Santiago 2023.

### Juegos Olímpicos
Su participación olímpica incluye:

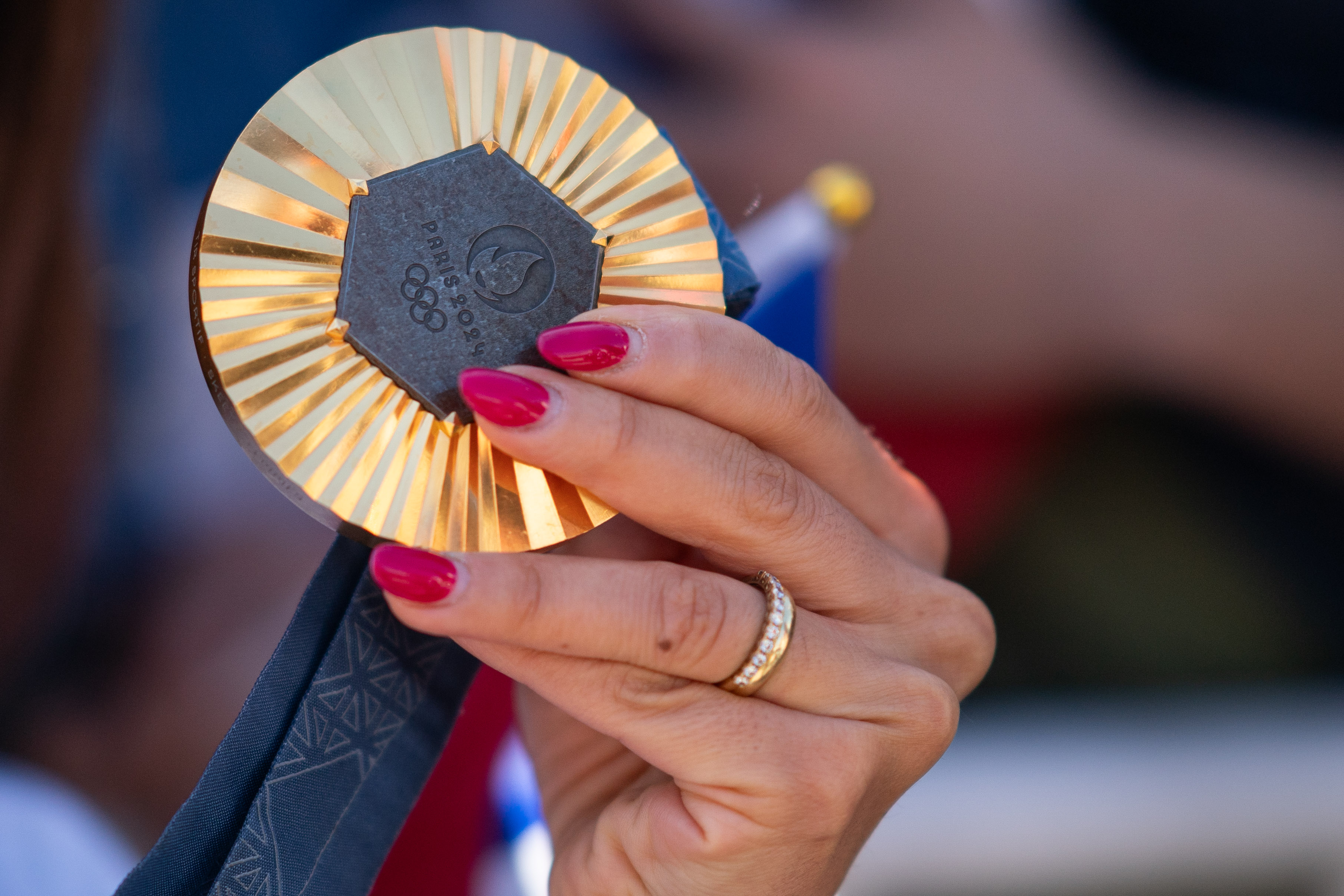
Crovetto exhibiendo su medalla de oro en París 2024.

- Londres 2012: 8.ª posición (a 2 discos de la final)[26]
- Río 2016: 17.ª posición[27]
- Tokio 2020: 23.ª posición[28]
- París 2024: Oro tras vencer en muerte súbita a la británica Amber Rutte[29]

### Trayectoria como dirigente
Actualmente ejerce como dirigente en la Agrupación de Deportistas de Alto Rendimiento de Chile (DAR Chile) y es reconocida como capitana del Team Chile, iniciativa conjunta de ADO Chile y el Comité Olímpico de Chile.

## Palmarés internacional
| Juegos Olímpicos     | Juegos Olímpicos       | Juegos Olímpicos  | Juegos Olímpicos |
| Año                  | Lugar                  | Medalla           | Prueba           |
| -------------------- | ---------------------- | ----------------- | ---------------- |
| 2024                 | París (Francia)        | Medalla de oro    | Skeet            |
| Juegos Panamericanos |                        |                   |                  |
| Año                  | Lugar                  | Medalla           | Prueba           |
| 2011                 | Guadalajara (México)   | Medalla de plata  | Skeet            |
| 2015                 | Toronto (Canadá)       | Medalla de bronce | Skeet            |
| 2019                 | Lima (Perú)            | Medalla de plata  | Skeet            |
| 2023                 | Santiago (Chile)       | Medalla de oro    | Skeet            |
| Juegos Suramericanos |                        |                   |                  |
| Año                  | Lugar                  | Medalla           | Prueba           |
| 2010                 | Medellín (Colombia)    | Medalla de oro    | Skeet            |
| 2014                 | Santiago (Chile)       | Medalla de plata  | Skeet            |
| 2018                 | Cochabamba (Bolivia)   | Medalla de bronce | Skeet            |
| 2022                 | Asunción (Paraguay)    | Medalla de plata  | Skeet            |
| Juegos Bolivarianos  |                        |                   |                  |
| Año                  | Lugar                  | Medalla           | Prueba           |
| 2013                 | Trujillo (Perú)        | Medalla de oro    | Skeet            |
| 2017                 | Santa Marta (Colombia) | Medalla de oro    | Skeet            |

## Competencias internacionales
Competencias representando a Chile, y bajo el apoyo del mismo país.
| Año  | Campeonato                         | Lugar                  | Categoría  | Resultado |
| ---- | ---------------------------------- | ---------------------- | ---------- | --------- |
| 2007 | Juegos Panamericanos               | Río de Janeiro, Brasil | Tiro skeet | 4.º       |
| 2009 | Copa Continental Juvenil           | Concepción, Chile      | Tiro skeet | 1.º       |
| 2010 | Copa Continental                   | Guatemala, Guatemala   | Tiro skeet | 1.º       |
| 2010 | Campeonato Iberoamericano          | Guatemala, Guatemala   | Tiro skeet | 1.º       |
| 2010 | Campeonato Panamericano            | Río de Janeiro, Brasil | Tiro skeet | 1.º       |
| 2010 | Campeonato Mundial Juvenil         | Múnich, Alemania       | Tiro skeet | 14.º      |
| 2010 | Juegos Suramericanos               | Medellín, Colombia     | Tiro skeet | 1.º       |
| 2011 | Juegos Panamericanos               | Guadalajara, México    | Tiro skeet | 2.º       |
| 2011 | Copa Mundial                       | Concepción, Chile      | Tiro skeet | 21.º      |
| 2011 | Copa Mundial                       | Pekín, China           | Tiro skeet | 35.º      |
| 2011 | Campeonato Mundial                 | Belgrado, Serbia       | Tiro skeet | 27.º      |
| 2011 | Copa Mundial                       | Máribor, Eslovenia     | Tiro skeet | 51.º      |
| 2012 | Copa Mundial                       | Lonato, Italia         | Tiro skeet | 3.º       |
| 2012 | Copa Mundial                       | Tucson, Estados Unidos | Tiro skeet | 5.º       |
| 2012 | Campeonato Mundial                 | Máribor, Eslovenia     | Tiro skeet | 10.º      |
| 2012 | Copa Mundial                       | Londres, Reino Unido   | Tiro skeet | 26.º      |
| 2012 | Juegos Olímpicos de Londres        | Londres, Reino Unido   | Tiro skeet | 8.º       |
| 2013 | Copa Mundial                       | Granada, España        | Tiro skeet | 8.º       |
| 2013 | Campeonato Mundial                 | Lima, Perú             | Tiro skeet | 32.º      |
| 2013 | Copa Mundial                       | Acapulco, México       | Tiro skeet | 10.º      |
| 2013 | Copa Mundial                       | Nicosia, Chipre        | Tiro skeet | 17.º      |
| 2013 | Copa Mundial                       | Al Ain, EAU            | Tiro skeet | 32.º      |
| 2013 | Juegos Bolivarianos                | Trujillo, Perú         | Tiro skeet | 1.º       |
| 2014 | Campeonato Mundial                 | Granada, España        | Tiro skeet | 5.º       |
| 2014 | Copa Mundial                       | Tucson, Estados Unidos | Tiro skeet | 7.º       |
| 2014 | Campeonato Panamericano            | Guadalajara, México    | Tiro skeet | 7.º       |
| 2014 | Copa Mundial                       | Múnich, Alemania       | Tiro skeet | 31.º      |
| 2014 | Juegos Suramericanos               | Santiago, Chile        | Tiro skeet | 2.º       |
| 2015 | Copa Mundial                       | Qəbələ, Azerbaiyán     | Tiro skeet | 7.º       |
| 2015 | Campeonato Mundial                 | Lonato, Italia         | Tiro skeet | 12.º      |
| 2015 | Copa Mundial                       | Lárnaca, Chipre        | Tiro skeet | 12.º      |
| 2015 | Copa Mundial                       | Al Ain, EAU            | Tiro skeet | 24.º      |
| 2015 | Copa Mundial                       | Acapulco, México       | Tiro skeet | 30.º      |
| 2015 | Juegos Panamericanos               | Toronto, Canadá        | Tiro skeet | 3.º       |
| 2016 | Copa Mundial                       | Río de Janeiro, Brasil | Tiro skeet | 16.º      |
| 2016 | Copa Mundial                       | San Marino, San Marino | Tiro skeet | 17.º      |
| 2016 | Copa Mundial                       | Nicosia, Chipre        | Tiro skeet | 8.º       |
| 2016 | Juegos Olímpicos de Río de Janeiro | Río de Janeiro, Brasil | Tiro skeet | 19.º      |
| 2017 | Campeonato Mundial                 | Moscú, Rusia           | Tiro skeet | 32.º      |
| 2017 | Juegos Bolivarianos                | Santa Marta, Colombia  | Tiro skeet | 1.º       |
| 2019 | Juegos Panamericanos               | Lima, Perú             | Tiro skeet | 2.º       |
| 2021 | Juegos Olímpicos                   | Tokio, Japón           | Tiro skeet | 23.º      |
| 2023 | Juegos Panamericanos               | Santiago, Chile        | Tiro skeet | 1.º       |
| 2024 | Juegos Olímpicos                   | París, Francia         | Tiro skeet | 1.º       |

## Premios y reconocimientos
- Premio a la Mejor Deportista de Tiro al Vuelo por el Círculo de Periodistas Deportivos de Chile (11): 2011, 2012, 2013, 2014, 2015, 2018, 2019, 2021, 2022, 2023 y 2024.[33][34][35][36][37]
- Premio a la Mejor Deportista del Team Chile (1): 2015.[38]
- Premio Nacional del Deporte de Chile (1): 2019.[5]
- Premio a la Mejor Deportista de Chile por el Círculo de Periodistas Deportivos de Chile (1): 2024.[39]